# Smithornis
Smithornis är ett släkte i familjen grönbrednäbbar inom ordningen tättingar. Släktet omfattar tre arter som förekommer i Afrika söder om Sahara:
- Afrikansk brednäbb (S. capensis)
- Gråhuvad brednäbb (S. sharpei)
- Rödsidig brednäbb (S. rufolateralis)

Tidigare placerades släktet i familjen Eurylaimidae, då med namnet enbart brednäbbar. DNA-studier har dock visat att arterna i familjen troligen inte är varandras närmaste släktingar. Familjen har därför delats upp i två, grönbrednäbbar med Smithornis och det asiatiska släktet Calyptomena samt övriga i praktbrednäbbar (Eurylaimidae).

## Namn
Släktets vetenskapliga namn hedrar Andrew Smith (1797–1872), skotsk zoolog, etnolog och upptäcktsresande i Sydafrika.